# Escalada en hielo

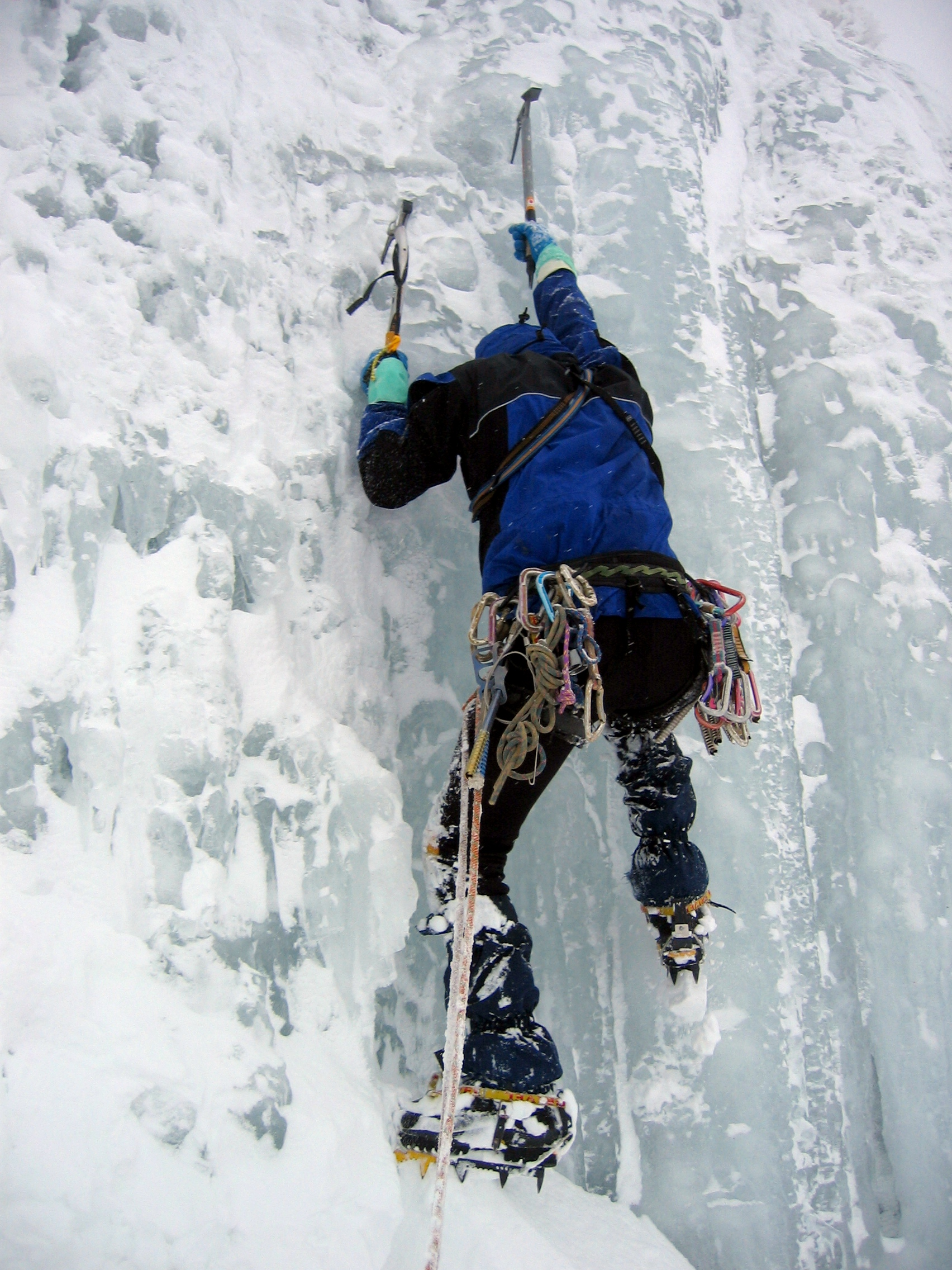
Ascensión sobre hielo puro.

Se considera escalada en hielo a todo ascenso en hielo o nieve dura que por su dificultad y peligro requiera el uso de equipamiento especial como crampones y piolets. Además se suele usar equipamiento para seguridad.
La dificultad y el peligro de esta especialidad de escalada están marcados por la inclinación de la pared y por el estado de dureza de la nieve, que va desde la nieve blanda hasta el hielo puro. En el caso ideal, que podría ser una cascada helada, el escalador asciende con crampones en los pies y con un piolet técnico en cada mano. El equipamiento para asegurarse en la ascensión es parecido al de la escalada en roca.

## Equipamiento

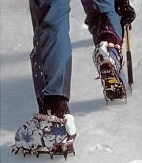
Crampones de atadura semiautomática.

### Personal
- Botas: botas rígidas, impermeables y fabricadas en piel o plástico. Se complementan con los crampones.
- Crampones: Por lo general, de tipo técnico. Estos se diferencian de los de travesía en que sus puntas frontales son verticales, lo que mejora notablemente la penetración en el hielo. En la actualidad se tiende a favorecer el uso de crampones monopunta por su mayor precisión y penetración. Se anclan a las botas con fijaciones automáticas, semiautomáticas o de correas.
- Guetres, galochas o polainas: fundas impermeables que tapa la junta de las botas con los pantalones.
- Piolets: se usan dos, uno para cada mano de los llamados técnicos. Estos piolets técnicos, a diferencia de los normales o de travesía, son más cortos de mango y su punta (o pica) tiene un ángulo especial. Su mango suele estar ligeramente curvado para proporcionar un mejor ángulo de ataque con respecto al plano de la pared. Tradicionalmente disponen de dragoneras a los antebrazos para que el escalador se ayude, le den seguridad y no los pierda. Sin embargo en la actualidad se rechazan por considerar que su uso es incompatible con el concepto de escalada libre, además de dificultar los cambios de mano y el emplazamiento de los tornillos de hielo. Es por ello que entre los escaladores nóveles o en rutas con elevado grado de compromiso se ha popularizado el uso de los "leash"
- Ropa: debe de ser impermeable, transpirable y retenedora del calor. Tradicionalmente se han usado las prendas de plumas, pero las nuevas fibras las están desplazando.

### De seguridad
Cuando la verticalidad o la dureza del hielo lo requieren, es más que recomendable asegurarse en cordada, esto se hace con los siguientes materiales:
- Cuerda: se usan dos de tipo dinámico y son especiales para hielo y nieve por su tratamiento hidrófugo. Su diámetro está en torno a los 8mm y su longitud sobre los 60m .
- Tornillos: de tipo tubular de 10 a 25 cm de largo.
- Abalakov: usados comúnmente para rapelar o reforzar reuniones. Se realizan con tornillos de hielo haciendo dos taladros que se intersectan en su final. De este modo se forma un puente de hielo por donde se puede pasar un cordino o la propia cuerda y usarlo como anclaje.
- Cintas disipadoras: reducen la fuerza sobre los anclajes en caso de caída.
- Estacas y anclas: se usan en nieve dura donde los clavos no son efectivos. Son de aluminio, grandes y aparatosas. Se clavan con martillo o golpeado con la bota. Para mayor seguridad se entierran en la nieve dejando visto el cable o cordino al que se pone el mosquetón para asegurar.
- Improvisados: en nieve dura se pueden tallar grandes setas y atar cordinos. También se pueden enterrar piolets, estacas horizontales y hasta las mochilas para que actúen como anclas.
- Anclajes para roca: en muchas ocasiones la escalada en hielo puede ser mixta -hielo y roca- o puede encontrarse flanqueada por rocas -tubos- en estos casos se puede recurrir a anclajes convencionales para roca: friend, fisureros, clavos o anclajes con cintas a salientes.

Materiales comunes a la escalada: además de todos estos materiales de seguridad específicos para la escalada en hielo, se usan otros que son comunes para cualquiera de las diferentes modalidades: Cintas y cordinos, mosquetones y cintas exprés, arnés, dispositivos de bloqueo, disipadores y descensores.

## Técnica de aseguramiento
En función de la dificultad del ascenso y la dureza de la nieve, se podrá asegurar de las siguientes maneras:
Técnica normal de escalada: En paredes, cascadas y tubos verticales, el aseguramiento de la cordada será casi el mismo que para cualquier otro tipo de escalada (roca y rocódromo), y básicamente es el siguiente:
El primero de la cordada va poniendo los seguros y pasando la cuerda por los mosquetones, de este modo queda asegurado por el segundo de la cordada desde abajo. El segundo de la cordada -y los demás si los hubiera- sube asegurado por el primero desde arriba por la misma cuerda. El último de la cordada debe retirar las fijaciones que sean recuperables (friends, clavos, fisureros, cintas en anclajes naturales...).por tanto, 
Ascensión en ensamble: cuando la ascensión se torna fácil y se sigue encordado, los escaladores ascenderán a la vez, separados al menos 5 m, y con la cuerda recogida en una mano (es recomendable acortar la longitud de cuerda libre). En caso de caída de un escalador, se soltará la cuerda libre de ambos y el otro escalador, en una operación rápida, clavará el piolet hasta el fondo y pasará la cuerda por su cruz o su astil al objeto de detener al compañero que se desliza tras la caída. Mientras tanto, el escalador que cae deberá intentar detenerse con su propio piolet. Se asciende en ensamble solo cuando la inclinación de la pared es débil y no hay hielo.
Nota sobre las caídas en escalada en general: hay que tener en cuenta que en caso de caída, el primero de la cordada, caerá la longitud de la cuerda que lleva libre hasta el anclaje más cercano multiplicada por dos, más la que "corra" por el freno, el chicleo de la cuerda y la posible comba. La fuerza de la caída o factor de caída determina la dureza o gravedad de una caída. En el caso del segundo, caída siempre sería más corta que la del primero y su factor de caída sería despreciable, salvo que esta se produzca en una travesía y provoque un gran penduleo.

## Graduación de dificultad
El grado en la escalada en hielo difiere de un lugar a otro. La siguiente descripción es una buena aproximación a lo que podemos esperar en general de una ruta:
WI1: Hielo por debajo de 60°. Con la técnica correcta es posible progresar con un único piolet o incluso solo con los crampones.
WI2: Hielo continuo alrededor de 60° con algunos resaltes y fácil de proteger.
WI3: Inclinación mantenida a 70° con algún resalte a 80°-90° de hasta 4 metros. Buenos descansos y buena protección.
WI4: Resaltes verticales o casi verticales de hasta 10 metros. Será físicamente duro colocar protección estando en una posición vertical.
WI5: Escalada vertical continua de hasta 20 metros sin descanso.
WI6: Largos completos entre 30 y 60 metros de hielo vertical sin descansos, pudiendo incluso aparecer resaltes desplomados. Se requiere una técnica excelente y una preparación física excepcional para acometer este grado.
WI7: Igual que WI6 pero con un hielo de peor calidad y difícil o imposible de proteger por su poco espesor. Desplomes, columnas finas y sistemas de hielo colgante caracterizan este grado.
Por encima de esta dificultad se encuentran rutas en las cuales es necesario progresar por roca con la técnica propia del dry tooling, otorgándoseles un grado M de mixto.
Mientras que la graduación del hielo permanece constante para una cascada en una temporada determinada, no sucede así con la dificultad que conlleva escalarla. Con el paso de cada cordada, se realizan numerosos agujeros en el hielo con los piolets y los crampones, que facilitan el ascenso a la siguiente cordada. De modo que una cascada WI4 virgen normalmente resulta más dificultosa que una WI5 muy picada.

## Consejos sobre seguridad
El equipamiento personal contra el frío y la humedad es imprescindible para la práctica del montañismo. Es recomendable llevar repuesto de ropa, en especial calcetines. 
Las actuales fibras técnicas ofrecen una gran variedad de prendas para la práctica del montañismo. El montañero deberá conocerlas y usarlas en función de su necesidad. La mochila debe de ser impermeable.
Es recomendable conocer la previsión meteorológica. Si es mala es mejor no arriesgarse. 
La niebla en la alta montaña es peligrosa ya que la falta de visibilidad puede provocar pérdidas y accidentes.
Las ventiscas en la alta montaña son peligrosas, pues además del frío y la humedad, el viento puede arrastrar a una persona.
Los días de sol y nieve son estupendos para la práctica de actividad pero la radiación solar que recibe el montañero es doble por tanto, es recomendable usar cremas protectoras en la cara y por supuesto obligatorio usar gafas de sol.
El piolet y los crampones son herramientas peligrosas. El montañero deberá manejarlas con cuidado y poner protectores en sus puntas cuando no las use.
Cuanto más blanda es la nieve, la ascensión es más segura. El inconveniente es que se avanza más lentamente y con más esfuerzo.
Nunca se debe avanzar sobre nieve dura o hielo sin crampones. En una cuesta, incluso con poca inclinación, un resbalón en hielo puede ser muy peligroso, pues puede suponer no poder pararse y precipitarse cuesta abajo a gran velocidad con el riego de chocar con piedras, árboles o despeñarse por un precipicio.
Los aludes o avalanchas suponen una gran amenaza para la práctica de este deporte, sobre todo en la alta montaña. En algunas ocasiones son provocados por el paso del hombre. Existen en la web páginas de 
predicción del riesgo de aludes para España y otros países
Hay que vigilar la posibilidad de desprendimiento de cornisas y volados de hielo cuando se pase por debajo de ellos. Cuando se ande por encima de ellos hay que procurar no hacerlo por su borde.